# Torbert Escarpment
Das Torbert Escarpment ist eine rund 24 km lange Geländestufe im westantarktischen Queen Elizabeth Land. In der Neptune Range der Pensacola Mountains markiert sie den Westrand des Median-Schneefelds.
Der United States Geological Survey kartierte sie anhand eigener Vermessungen und Luftaufnahmen der United States Navy aus den Jahren von 1956 bis 1966. Das Advisory Committee on Antarctic Names benannte sie 1968 nach dem Mount Torbert, der markantesten Erhebung innerhalb der Geländestufe. Deren Namensgeber ist Lieutenant Commander John Hallett Torbert (1920–1983), Pilot des Nonstop-Transkontinentalfluges der US Navy während der ersten Operation Deep Freeze vom McMurdo-Sund zum Weddell-Meer und zurück.